# 6 mm Flobert
Los cartuchos .22 Flobert (llamados en Europa 6 mm Flobert) fueron los primeros cartuchos de percusión anular en el mundo, diseñados y producidos en 1845 para la pistola de Salón Flobert. Estos cartuchos no usan pólvora, sino que son propulsados por fulminato de mercurio. Este cartucho también es la base para la creación de armas que usan una cápsula fulminante como impulsor y un balín (pellet) o perdigón (BB) como proyectil. Los cartuchos 6 mm Flobert, por su bajo contenido de detonante, alcanzan velocidades entre los 220 y 210 metros por segundo, aproximadamente lo mismo que un fusil de aire comprimido calibre 5,5 mm de mediana potencia, pero ya que es mayor el peso del proyectil, estos cartuchos producen una energía de impacto de entre 27 y 46 julios, el equivalente a un fusil de aire de alta potencia.
Por lo general los cartuchos 6 mm Flobert se les puede dar la denominación milimétrica de 5,6 x 7, pero existen las dos excepciones del 6 mm Flobert Bosquette y el 6 mm Flobert National, cuya denominación métrica decimal se puede entender como 5,85 x 7, estos dos últimos, tienen más fulminante, y una bala con un poco más de peso, por lo cual, producen más velocidad y energía de impacto. El National tiene un peso de 34 granos y una velocidad de 240 m/s, lo cual produce una energía de impacto de más de 63 julios, mientras el Bosquette tiene un peso de 33 gramos y una velocidad de 245 m/s, lo cual hace que produzca 64 julios de energía de impacto.
Actualmente los cartuchos 6 mm Flobert y .22 Corto se utilizan muy poco. En países como México es más usado el sistema de cápsula fulminante con proyectil. Este consiste simplemente en colocar un diábolo de plomo o una posta, delante de una cápsula fulminante (que solo es la vaina de un cartucho .22 Corto recortado y cerrado en forma de flor, lleno con fulminato de mercurio en lugar de pólvora). Ambos son asegurados y después un percutor golpea la pestaña de la cápsula fulminante, generando una detonación mucho menor que la producida por un cartucho .22 Corto. En México existen dos empresas dedicadas a la fabricación de armas con este sistema, Productos Mendoza e Industrias Cabañas, cada una con su propio sistema de percusión y extracción. Este tipo de sistema por lo general es monotiro, y solo se usan cápsulas fulminantes o salvas calibre .22 con balín (pellet) o perdigón (BB) calibre 4,5 mm (.177’’)
Actualmente solo se fabrican en Europa como armas de jardín, ya que no contienen pólvora y su efecto es más similar al causado por las armas de aire comprimido.